# Skarżysko Milica
Skarżysko Milica – przystanek kolejowy w Skarżysku-Kamiennej, w województwie świętokrzyskim, w Polsce. Od 1 sierpnia 2009 roku linia nr 25, na której leży przystanek Skarżysko Milica jest nieczynna dla pociągów osobowych. Wcześniej na przystanku Skarżysko Milica zatrzymywały się pociągi jeżdżące na trasie ze Skarżyska-Kamiennej do Opoczna, Tomaszowa Mazowieckiego oraz Łodzi Fabrycznej. W czwartym kwartale 2021 przystanek został generalnie wyremontowany. Od 12 grudnia 2021 roku odcinek linii kolejowej nr 25 na którym znajduje się przystanek jest ponownie otwarty dla ruchu osobowego. Aktualnie zatrzymują się tu pociągi ze stacji Skarżysko-Kamienna do Opoczna, Tomaszowa Mazowieckiego oraz Łodzi Kaliskiej. 

## Ruch pasażerski
| Rok  | Wymiana pasażerska na dobę |
| ---- | -------------------------- |
| 2017 | –                          |
| 2022 | 20-49                      |
| 2023 | 50-99                      |
|      |                            |

## Galeria

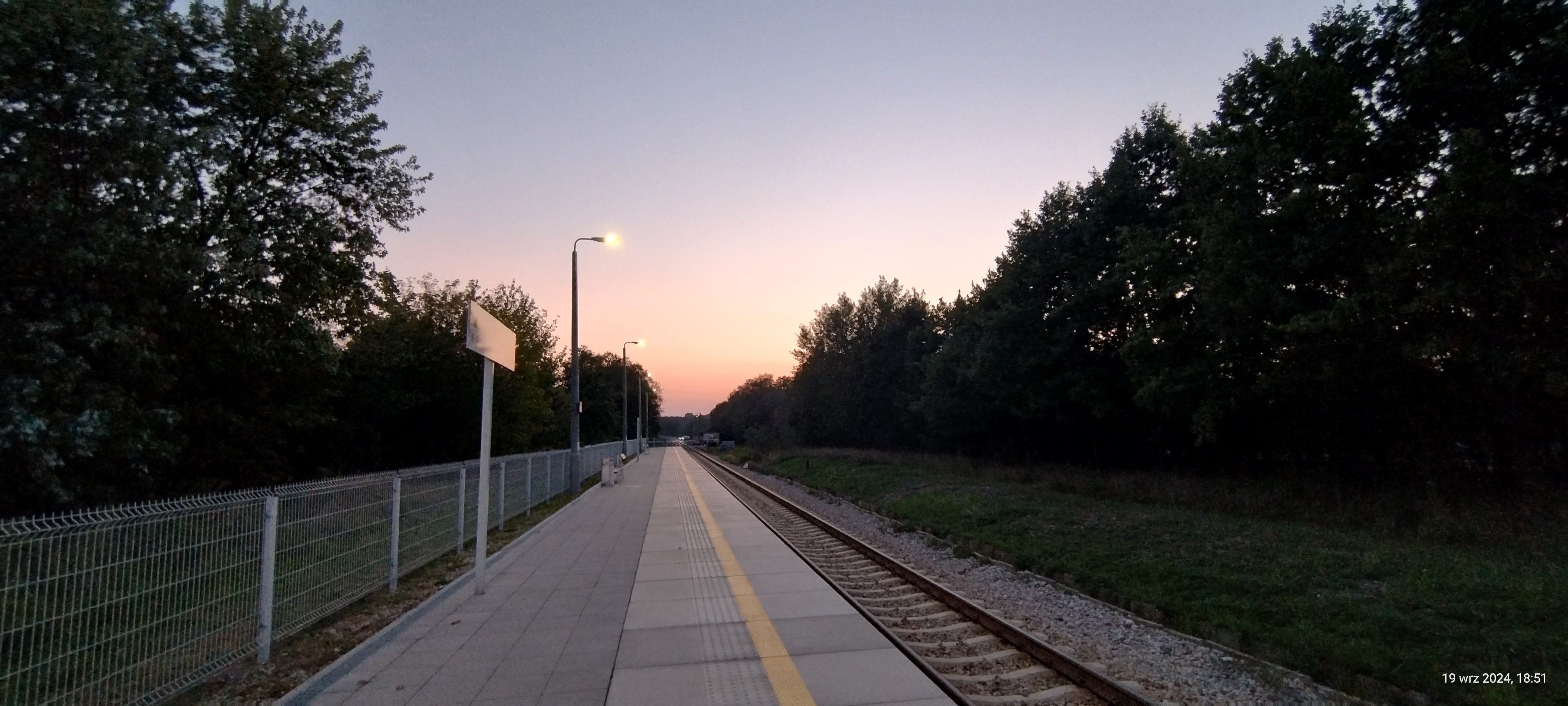
Widok w kierunku stacji Opoczno
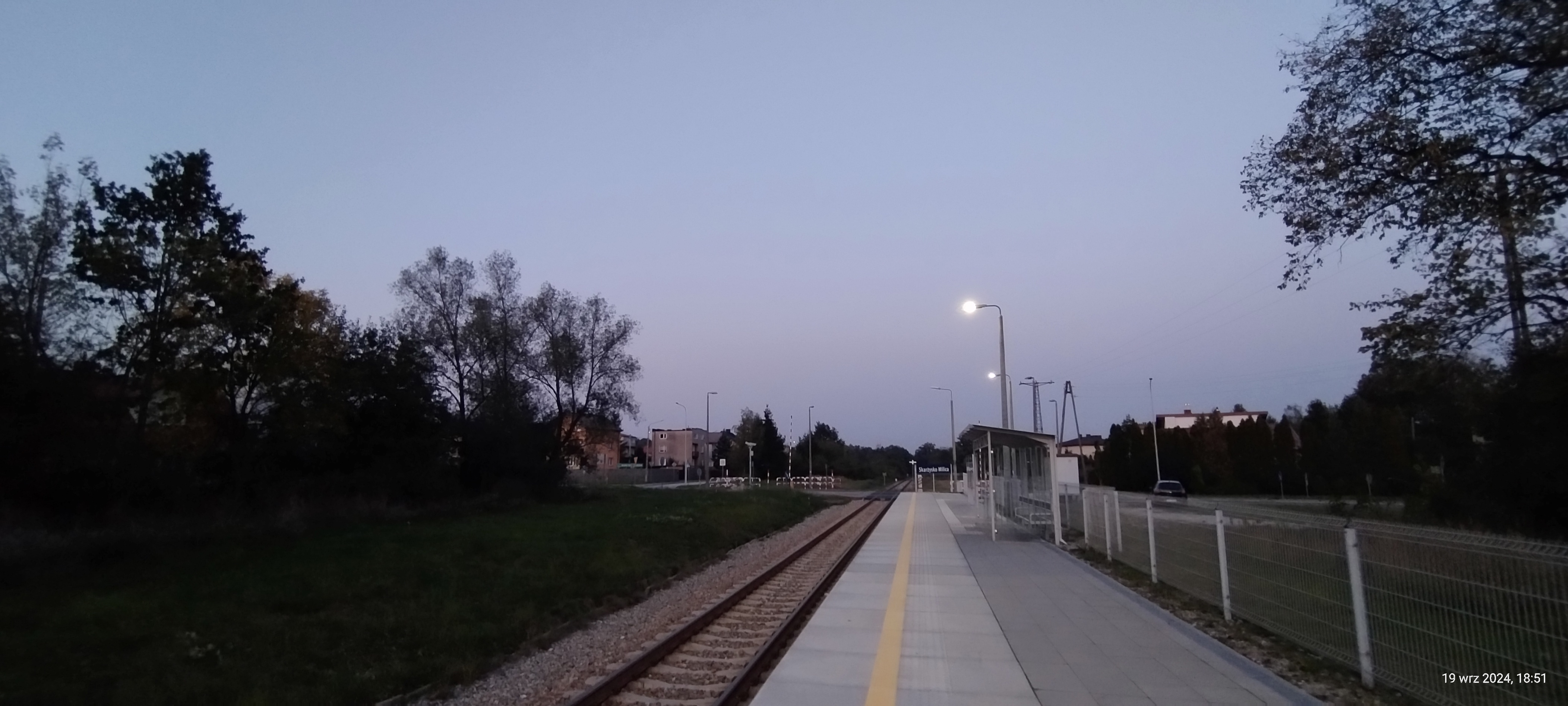
Widok w kierunku stacji Skarżysko-Kamienna
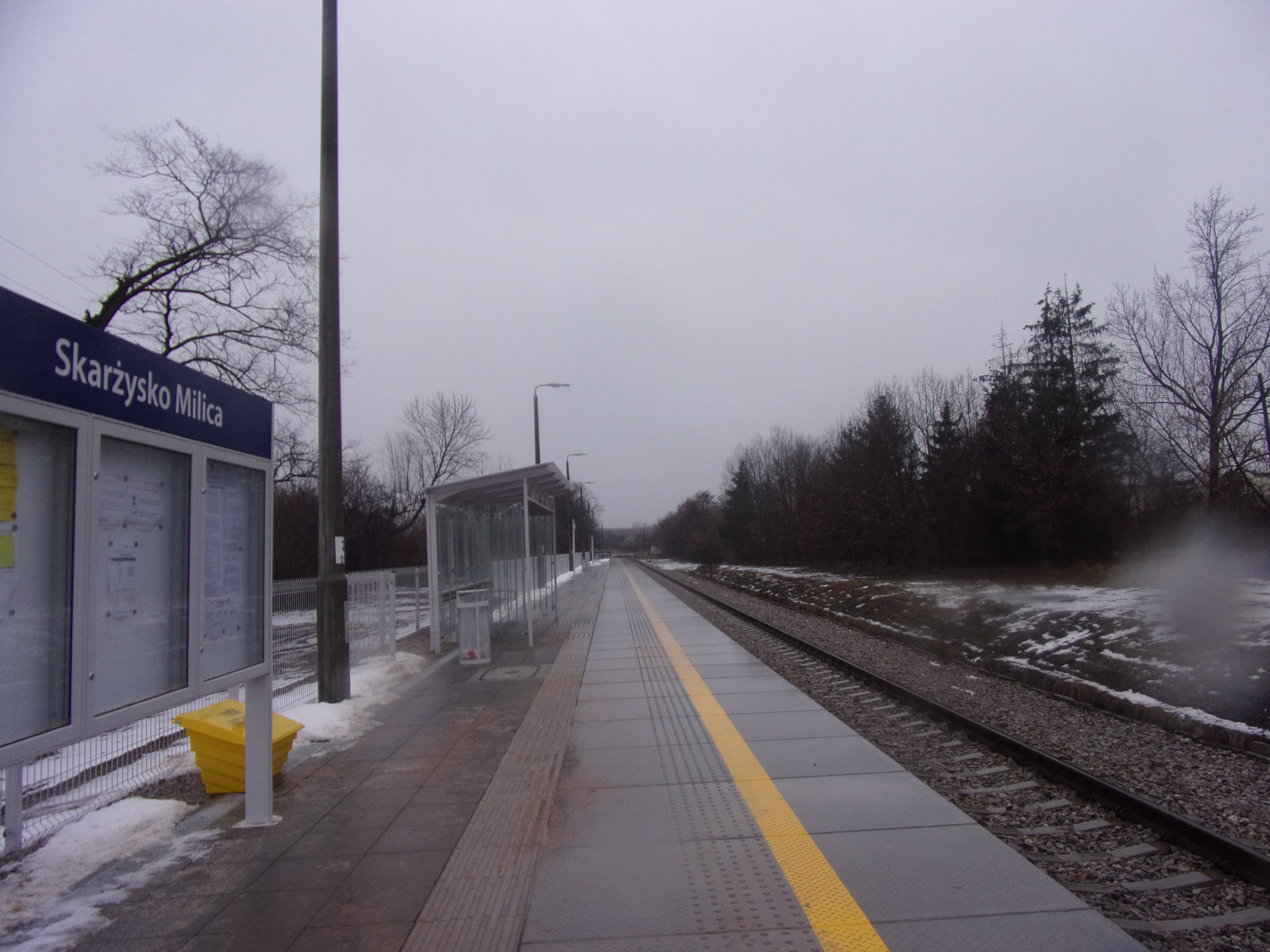
Peron po remoncie
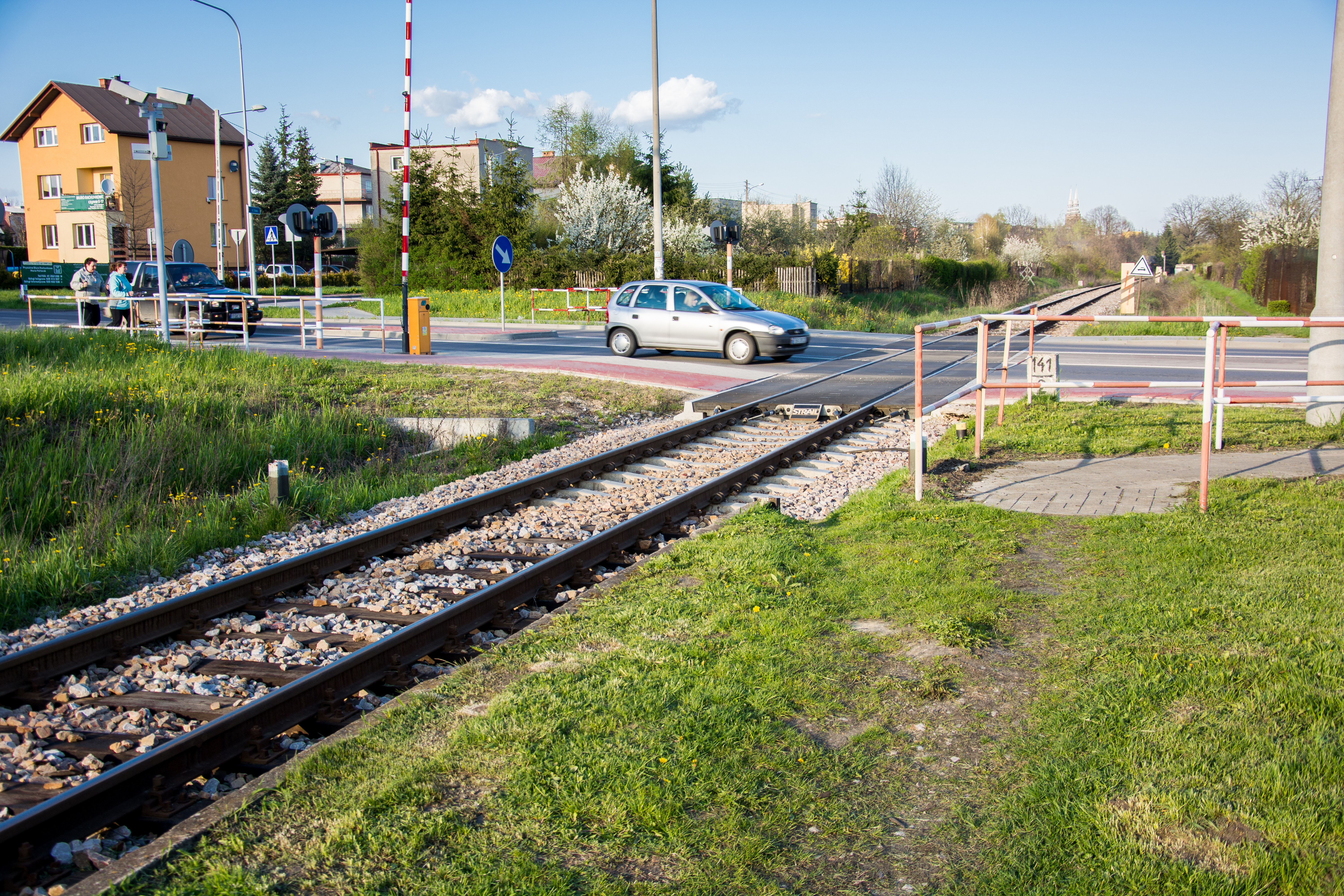
Przejazd kolejowy w sąsiedztwie przystanku
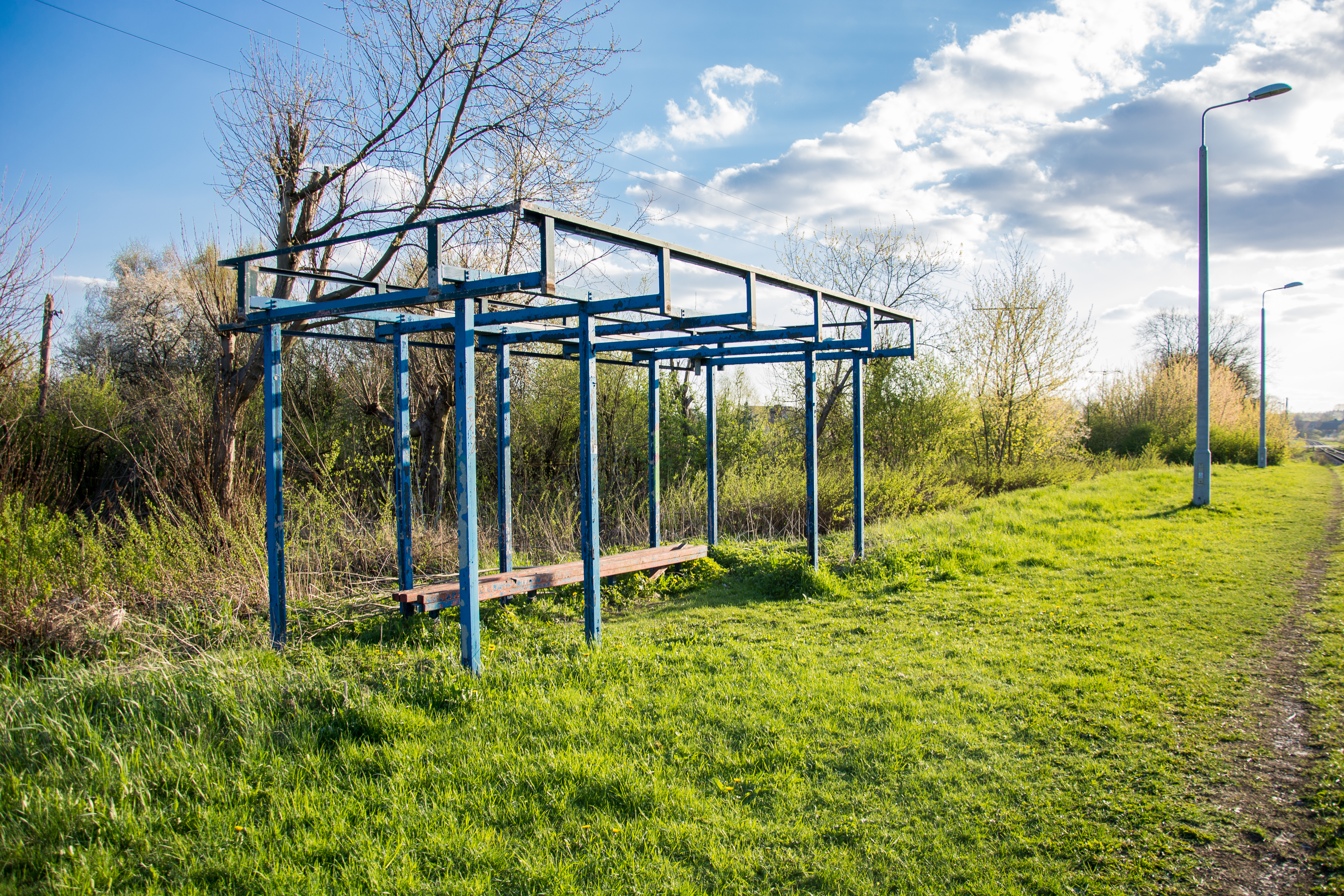
Pozostałości wiaty przystankowej (zdjęcie archiwalne, obecnie rozebrane)
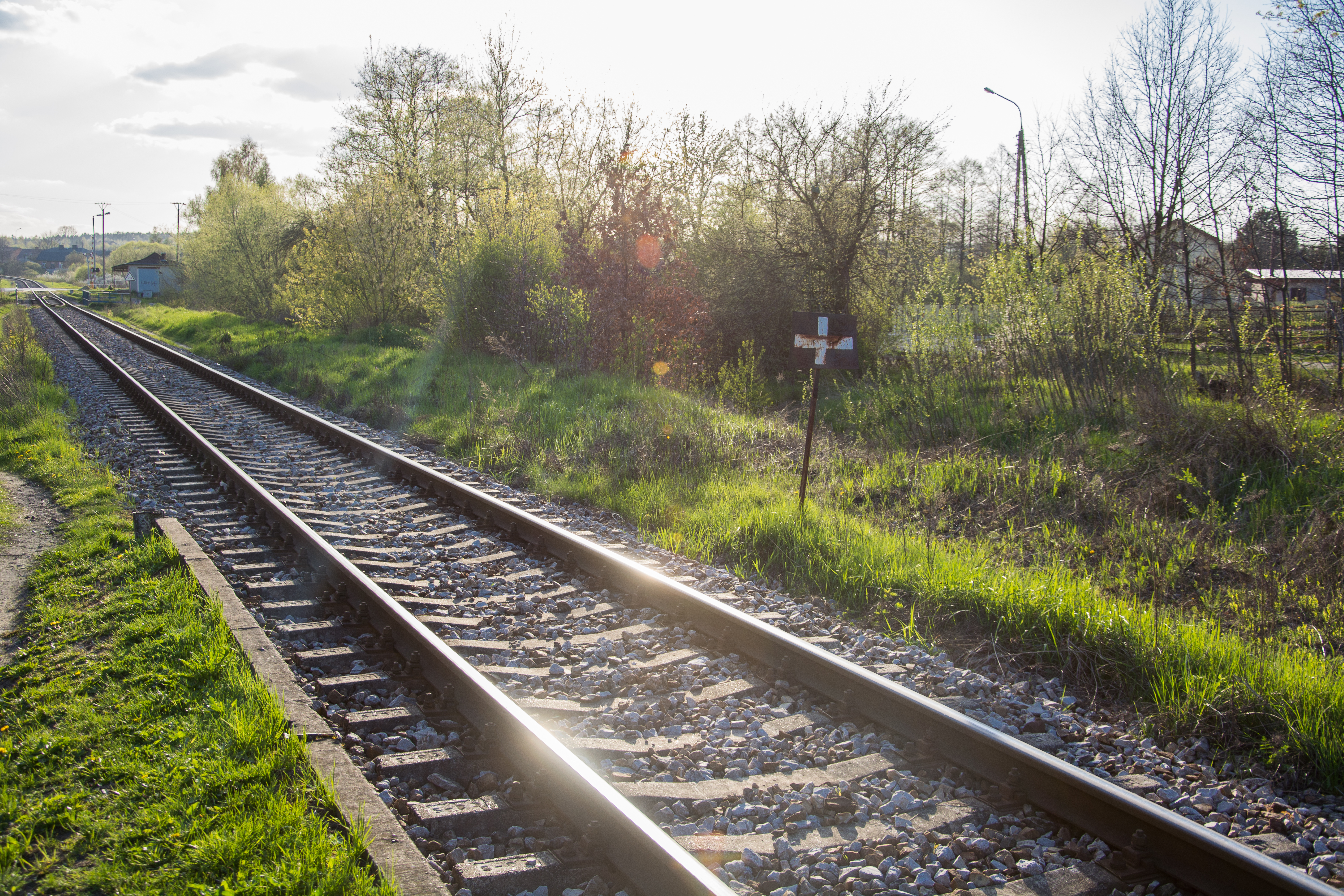
Koniec przystanku i wskaźnik zatrzymania
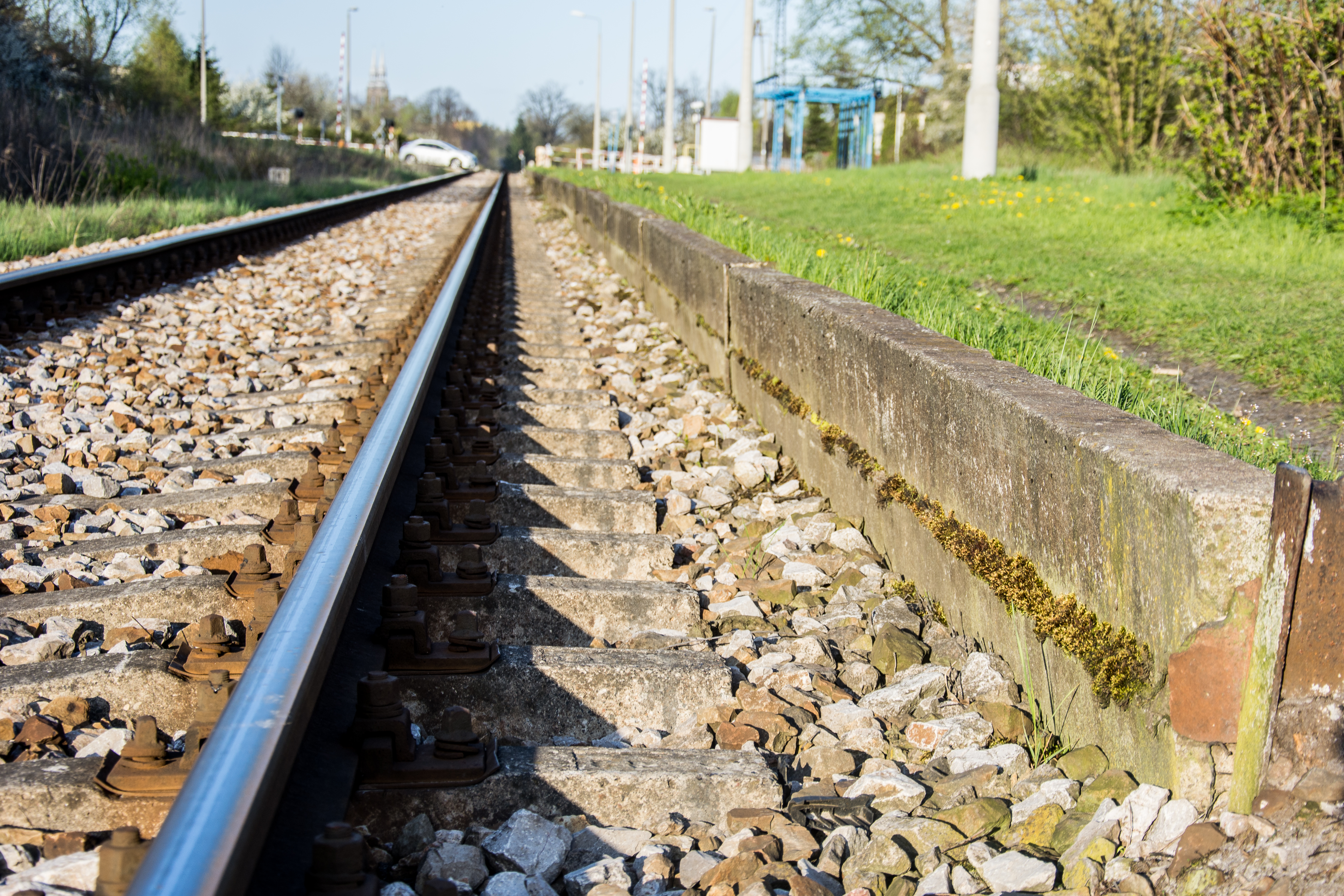
Krawędź peronowa